# Berg és Jülich hercegség
Berg és Jülich hercegség történelmi fejedelemség, a Német-római Birodalom hűbéres állama. A korábbi Berg hercegség (Ducatus Montensis) és Jülich hercegség egyesítésével, a Rajna jobb partján; az Alsó-rajna–vesztfáliai körzet része.

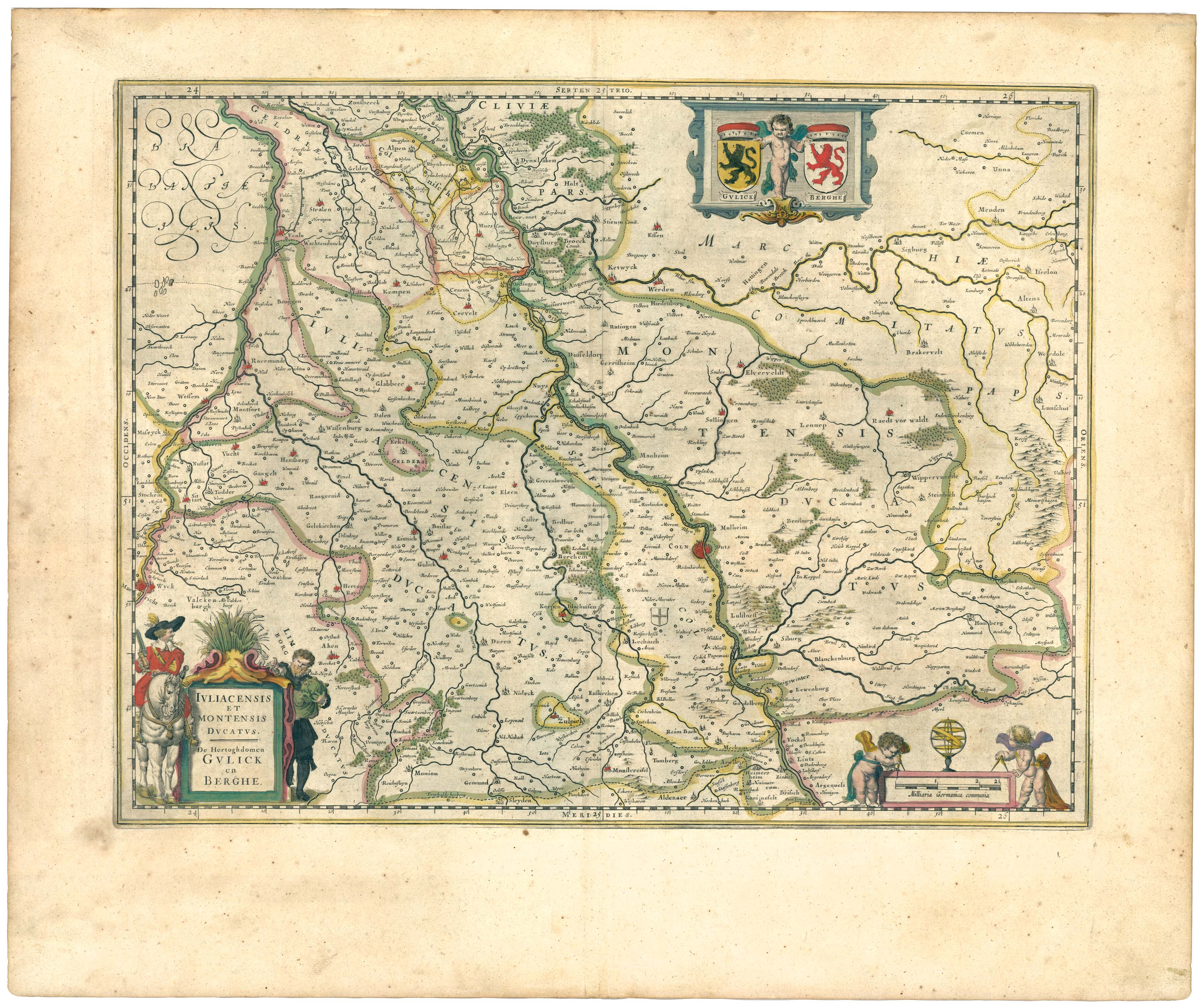
A Jülich és Berg Hercegség (Iuliacensis et Montensis Ducatus) térképe, 1645.

## Története

### A Német-római Birodalom tagja
1423-ban alakult, amikor I. Adolf bergi herceg saját birtokaihoz csatolta Jülich hercegséget: ez időtől a 19. század elejéig a két terület egy hercegség maradt.
A hercegséget 1511-ben III. János klevei herceg örökölte, és ekkor Düsseldorfot tette a hercegség székhelyévé. 1609-ben János Vilmos klevei herceg gyermektelenül hunyt el, ekkor II. Rudolf német-római császár megpróbálta a hercegséget Habsburg Birodalom részévé tenni. Ezt a törekvését Brandenburg és Pfalz-Neuburg urainak alkalmi koalíciója hiúsította meg. A tartományt végül ők, az elhunyt herceg legközelebbi rokonai kapták meg, de ők is csakhamar viszálykodni kezdtek. A konfliktust 1614-ben a xanteni egyezmény zárta le; a Berg és Jülich hercegséget a Wittelsbach-ház pfalz-neuburgi ága kapta meg.
1685-ben, amikor a Wittelsbach-háznak a Kurpfalzot is birtokló pfalz–simmerni-ága II. Károllyal (1651–1685) kihalt, Kurpfalz is a pfalz–neuburgi ágé lett. 1742-ben a Wittelsbach-ház sulzbachi ágából Károly Tivadar választófejedelem (1724–1799) kapta meg. 1777-ben, amikor III. Miksa (József) bajor választófejedelemmel kihalt a Wittelsbach-ház bajor ága, Bajorország trónját is a sulzbachi ág örökölte, így ettől fogva Berg és Jülich is Bajorországhoz tartozott. 1799-ben, Károly Tivadar elhunyta után a család pfalz–zweibrückeni hercegi ága, (IV. Miksa József bajor választófejedelem) kapta meg a hercegséget.

A napóleoni Berg Nagyhercegség címere, 1807

### A napóleoni háborúk idején
A hercegséget 1806-ban foglalta el Napóleon francia császár. Nagyhercegséggé tette, és egyik kedvenc tábornokának, Joachim Murat marsallnak adta. 1807-ben területét tetemesen megnagyobbította, majd 1808-ban négy közigazgatási egységre (département-ra) osztotta fel:
- Rajna,
- Sieg,
- Ruhr és
- Ems

A nagyhercegség területe ekkor 17 350 km² volt.
Amikor Napóleon akaratából Murat marsallból nápolyi király lett, a nagyhercegséget a császár unokaöccse, Bonaparte Lajosnak (Louis Bonaparte), Hollandia királyának fia, Bonaparte Napóleon Lajos (Napoléon-Louis Bonaparte) kapta meg.

### A bécsi kongresszus után
Napóleon bukása után a bécsi kongresszus (1814–1815) Kleve hercegség nagy részével együtt a Porosz Királyságnak ítélte, amelynek 1816-tól Jülich-Kleve-Berg tartomány volt a neve, majd 1822-ben a Rajnai provinciába sorolták.
1946 óta Németország Észak-Rajna-Vesztfália tartományának része; egykori területe ma Düsseldorf és Köln közigazgatási kerületek között oszlik meg.